# Acetato de fenila
Acetato de fenila, também chamado de acetilfenol,  é um composto orgânico, é o éster de fenil do ácido acético. Sua fórmula molecular ou empírica é C8H8O2, e sua fórmula desenvolvida é CH3 - COO - C6H5. Pode ser criado a partir da mistura de vinagre (CH3COOH) e fenol (C6H5OH), formando água e acetato de fenila. 